# Lelin-Lapujolle
Lelin-Lapujolle település Franciaországban, Gers megyében. Lakosainak száma 276 fő (2022. január 1.). Lelin-Lapujolle Arblade-le-Bas, Barcelonne-du-Gers, Caumont, Lanne-Soubiran, Luppé-Violles, Saint-Germé és Saint-Griède községekkel határos.

## Népesség
A település népességének változása:
| Lakosok száma | 242  | 213  | 205  | 213  | 250  | 267  | 278  | 283  | 280  | 276  |
|               | 1968 | 1982 | 1990 | 2006 | 2013 | 2015 | 2017 | 2019 | 2020 | 2022 |